# 中央僧伽大学校
中央僧伽大學校（チュンアンスンガだいがっこう）は、大韓民国京畿道金浦市にキャンパスを置く曹渓宗立の仏教系大学。曹渓宗立の学校としては、他に東国大学校があるが、一般の学生を対象とした東国大学校と異なり、中央僧伽大学校は完全なる僧侶育成機関である。
入学要件は、曹渓宗の僧侶、受戒予定者、もしくは韓国内の他教団（ただし、韓国仏教宗団協議会加盟の教団に限る）、海外の仏教教団の僧侶で、所属教団代表の推薦を受けた者である。
本校は曹渓宗が運営する僧侶育成機関であるが、教育法上の正規大学であり、卒業者には学位が授与される。また、大韓民国国軍の従軍聖職者（軍宗法師）の資格を得ることができる。

## 学部
- 仏教学部
  - 仏教学専攻
  - 易経学専攻
  - 文化財管理専攻

- 仏教社会学部
  - 布教社会学専攻
  - 社会福祉学専攻
  - 相談心理学専攻